# ببسين
بِبْسين أو هَضْمين (بالإنجليزية: Pepsin)‏ هو إنزيم هضمي يقوم بهضم البروتينات في المعدة. الدرجة المثلى لعمل هذا الإنزيم هي 1.5 أس هيدروجيني وهو وسط شديد الحموضة. يتم إطلاق مولدالببسين، وهو إنزيم ببسينوجين، بواسطة الخلايا الرئيسية في جدار المعدة، وعند الاختلاط مع حمض الهيدروكلوريك في عصير المعدة، ينشط بيبسينوجين ليصبح ببسين ويقوم بوظيفته في تفكيك بروتينات الغذاء إلى جزيئات بسيطة من الأحماض الأمينية. أصل الكلمة يعود إلى الكلمة الإغريقية بيبسس πέψης وتعني هضم.
تم اكتشاف الببسين على يد العالم تيودور شوان عام 1836م حيث كان الببسين أول إنزيم حيواني يتم اكتشافه.

## التاريخ
كان الببسين من أوائل الإنزيمات التي اكتُشفت، اكتشفه عامَ 1836 تيودور شوان. صاغ شوان اسمه من الكلمة اليونانية πέψις، بمعنى «الهضم» (من ept peptein «إلى الهضم»). في أوائل القرن التاسع عشر. بدأ العلماء في هذا الوقت باكتشاف مركبات كيميائية حيوية عديدة لها وظيفة هامة في العمليات الحيوية، والببسين كان واحداً منها. وكان هو المادة الحمضية القادرة علي تحويل الاطعمة القائمة علي النيتروجين إلى مواد قابله للذوبان في الماء.
عامَ 1928، أصبح أحد الإنزيمات الأولى التي بُلْوِرَت إذ بَلْوَرَهُ جون إتش نورثروب باستخدام غسيل الكلى والترشيح والتبريد.

## اقرأ أيضا
- ببسينوجين